# Alexandra Tavernier
Alexandra Tavernier (* 13. Dezember 1993 in Annecy) ist eine französische Hammerwerferin. Auch ihr jüngerer Bruder Hugo Tavernier ist als Hammerwerfer aktiv.

## Sportliche Laufbahn
Tavernier war in ihrer Jugend in diversen Wurfdisziplinen aktiv, spezialisierte sich aber schließlich auf den Hammerwurf. Erste internationale Erfahrungen sammelte sie bei den Junioreneuropameisterschaften 2011 in Tallinn, wo sie den sechsten Platz belegte. Bei den Juniorenweltmeisterschaften 2012 in Barcelona gewann sie mit einer Weite von 70,62 m die Goldmedaille vor ihrer Landsfrau Alexia Sedykh. 2013 nahm sie an den U23-Europameisterschaften in Tampere teil, schied aber ohne gültigen Versuch in der Qualifikation aus. Bei den Spielen der Frankophonie in Nizza konnte sie hinter der Polin Anita Włodarczyk und der Rumänin Bianca Perie die Bronzemedaille erringen. Im folgenden Jahr wurde sie erstmals französische Meisterin in der Aktivenklasse und belegte bei den Europameisterschaften in Zürich den sechsten Platz.
2015 gewann Tavernier den Titel bei den U23-Europameisterschaften in Tallinn. Ihren bis dahin bedeutendsten Erfolg feierte sie bei den Weltmeisterschaften in Peking, wo sie mit einer Weite von 74,02 m die Bronzemedaille hinter Anita Włodarczyk und der Chinesin Zhang Wenxiu holte.
In die Wettkampfsaison 2016 stieg Tavernier im März mit einem zweiten Platz beim Winterwurf-Europacup in Arad ein. Der Rest des Jahres verlief hingegen eher enttäuschend für sie. Bei den Europameisterschaften in Amsterdam blieb sie in der Qualifikation ohne gültigen Versuch. Zwar siegte sie bei den französischen Meisterschaften, blieb allerdings anschließend mit dem 11. Platz bei den Olympischen Spielen in Rio de Janeiro deutlich hinter den Erwartungen zurück. Auch bei den Weltmeisterschaften 2017 in London kam sie nicht über den 12. Platz zurück. Zweieinhalb Wochen später belegte sie bei der Universiade in Taipeh den fünften Rang.
In der Saison 2018 fand Tavernier wieder zu alter Form zurück. Bei den Mittelmeerspielen in Tarragona feierte sie mit einer Weite von 73,67 m den Titelgewinn. Gut sechs Wochen später verbesserte sie bei den Europameisterschaften in Berlin den französischen Rekord auf 74,78 m und holte die Silbermedaille hinter Anita Włodarczyk. Bei den Weltmeisterschaften 2019 in Doha belegte sie mit 73,33 m den sechsten Rang.
2021 erreichte sie bei den Olympischen Spielen in Tokio das Finale und belegte dort mit der Saisonbestleistung von 74,41 m den vierten Platz. Die Bronzemedaille verpasste sie um gut einen Meter.
Alexandra Tavernier startet seit ihrer frühen Jugend für den Verein Annecy Haute–Savoie Athlétisme und wird seit 2014 von dem ehemaligen Hammerwerfer und Olympiateilnehmer Walter Ciofani trainiert.